# 26851 Sarapul
26851 Sarapul este un asteroid din centura principală de asteroizi.

## Descriere
26851 Sarapul este un asteroid din centura principală de asteroizi. A fost descoperit pe 30 iulie 1992 la Observatorul La Silla de Eric Walter Elst. Asteroidul prezintă o orbită caracterizată de o semiaxă mare de 2,73 ua, o excentricitate de 0,27 și o înclinație de 11,2° în raport cu ecliptica.